# R101
R101 foi um dirigível britânico, o segundo da série R100 fabricado pela Royal Airship Works. Quando foi construído, era o maior dirigível em operação e só foi superado pelo LZ 129 Hindenburg cinco anos depois.

## História
O primeiros testes com a aeronave foram realizados em 14 de outubro de 1929. 
Depois de alguns voos de ensaio, e modificações  para aumentar a sua capacidade de ascensão que incluiu o alongamento da aeronave em 14 m, partiu para sua viagem inaugural com destino a Karachi na Índia. O R101 Tombou no dia 5 de outubro de 1930 em solo francês matando 48 das 54 pessoas a bordo.

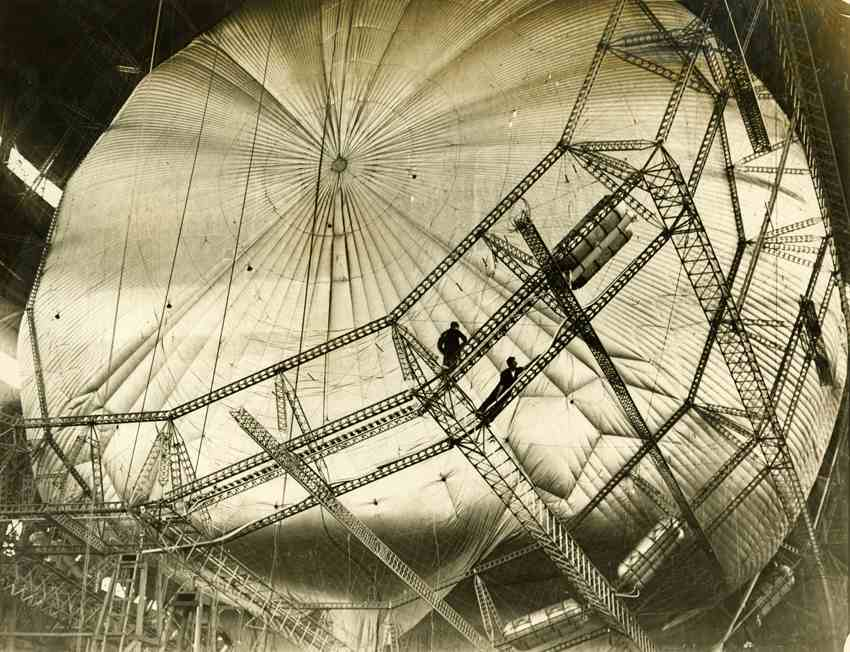
Dirigível R101 em construção.
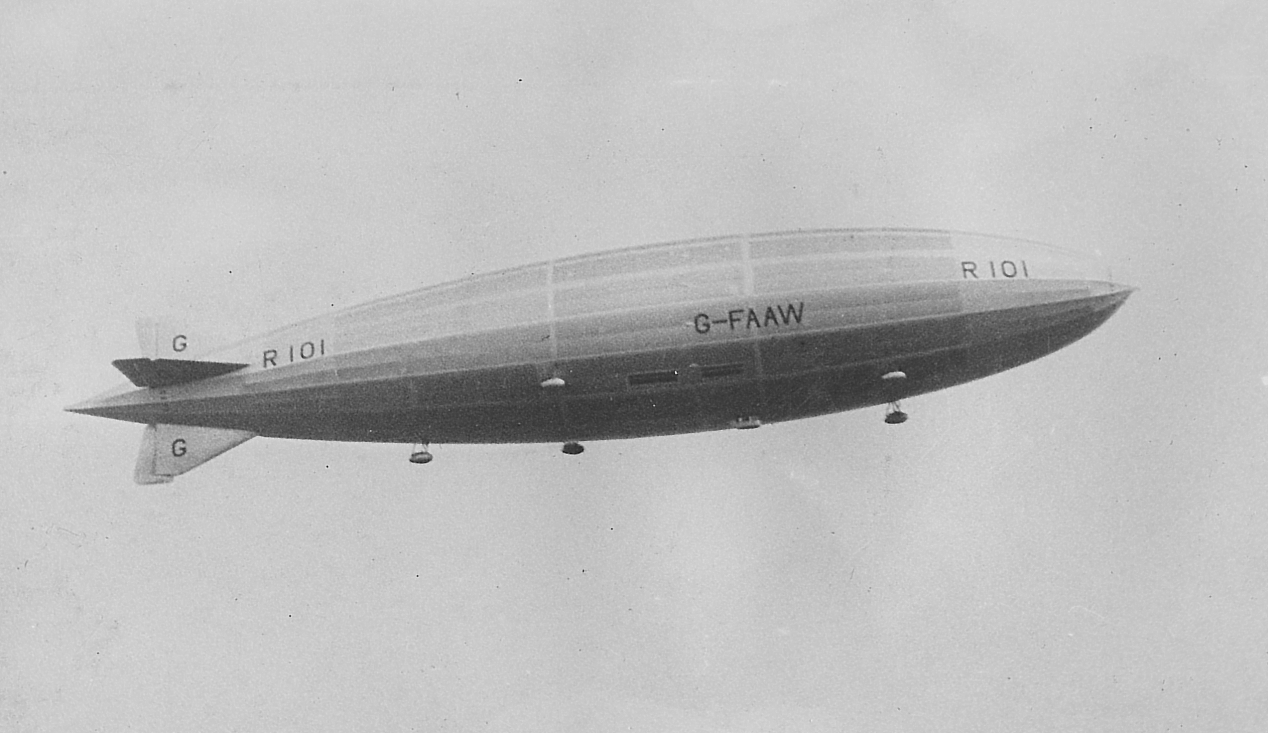
Dirigível R101 em vôo.
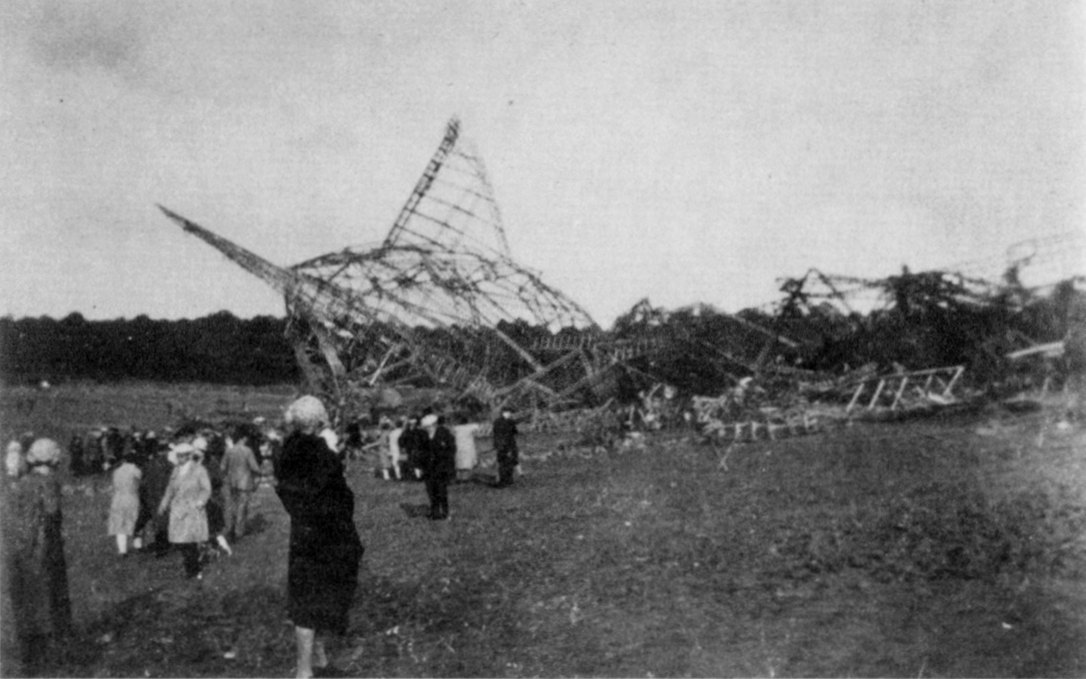
Dirigível R101 após acidente.